# 柬埔寨国会
柬埔寨国会是柬埔寨王国的国家最高立法机构，成立于1981年，采用两院制，由参议院和国民议会组成。

## 历史
柬埔寨国会的历史最早可追溯到1947年。根据1947年颁布的《柬埔寨王国宪法》，在国王之下设立王家议会、国民议会和王国议会。王家议会负责处理与王位继承相关的事宜，国民议会和王国议会系通常意义上的议会两院。
1953年11月9日，柬埔寨独立，国会实行两院制，由国民议会和王国议会组成。
朗诺政权时期，撤销了国会，代之以制宪会议。波尔布特领导的民主柬埔寨时期，人民代表大会为最高立法机构。
1981年，柬埔寨举行自独立以来的首次全国大选，产生了一院制国会。
1999年3月4日，柬埔寨国会通过了关于成立参议院的宪法修正案。同年3月25日参议院正式成立，谢辛任首届参议院议长，柬国会从此转为两院制。
2017年10月，柬埔寨政府向最高法院提起诉讼，指控柬埔寨救国党勾结美国，企图推翻政府。最高法院于2017年11月16日作出判决，颁令解散救国党，救国党所有经选举取得公职的党员亦丧失职位，118名救国党党员被禁止在5年内参政。
2018年，柬埔寨人民党获得国民议会全部125个议席与参议院的58个议席，柬埔寨国会一党独大的局面形成。